# گورنژ
گورنژ (انگلیسی: Gorenje) شرکت لوازم خانگی اسلوونیایی است، که در سال ۱۹۵۰ تأسیس شد.